# Остерія

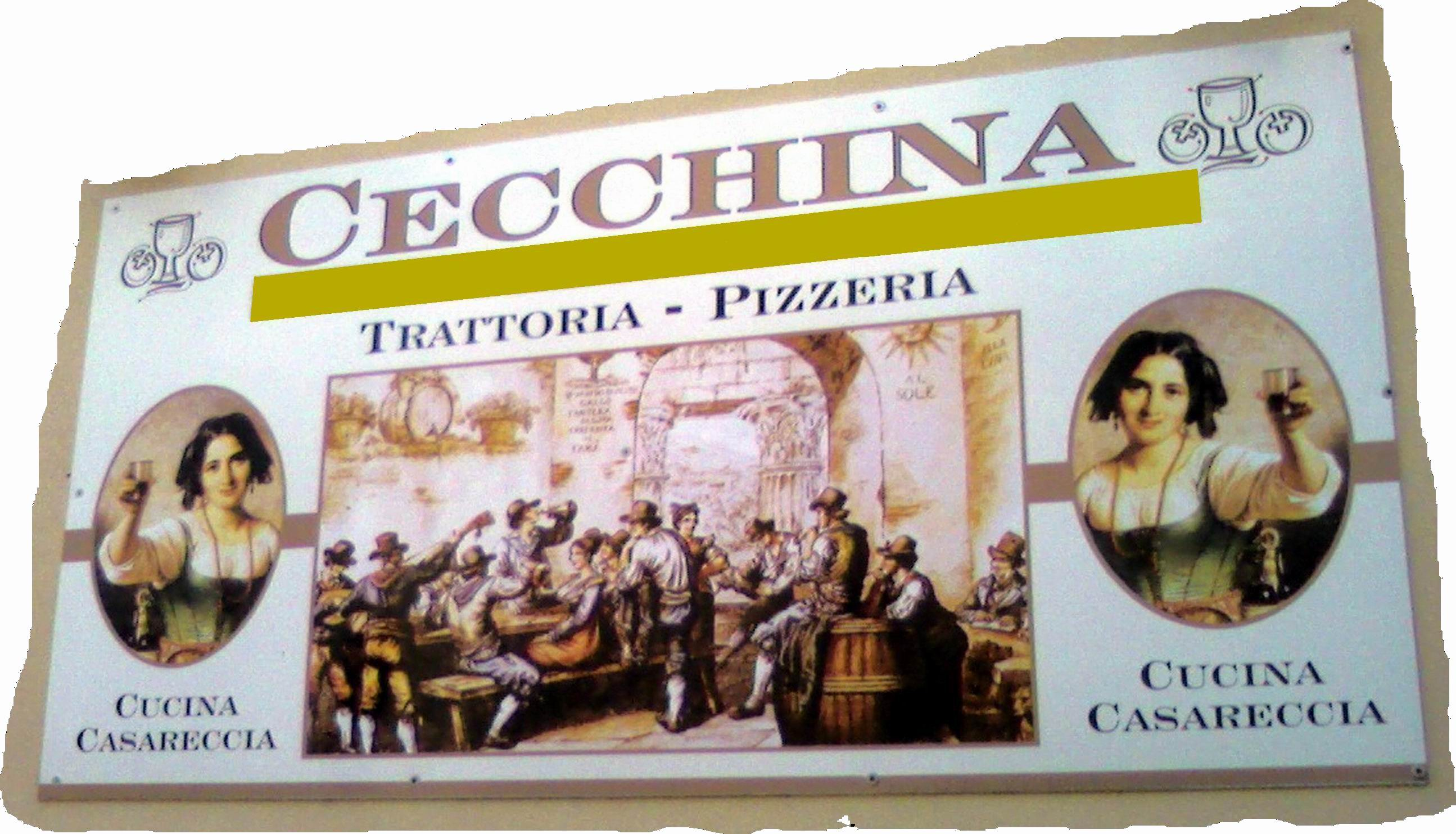
Остерія «Cecchina»

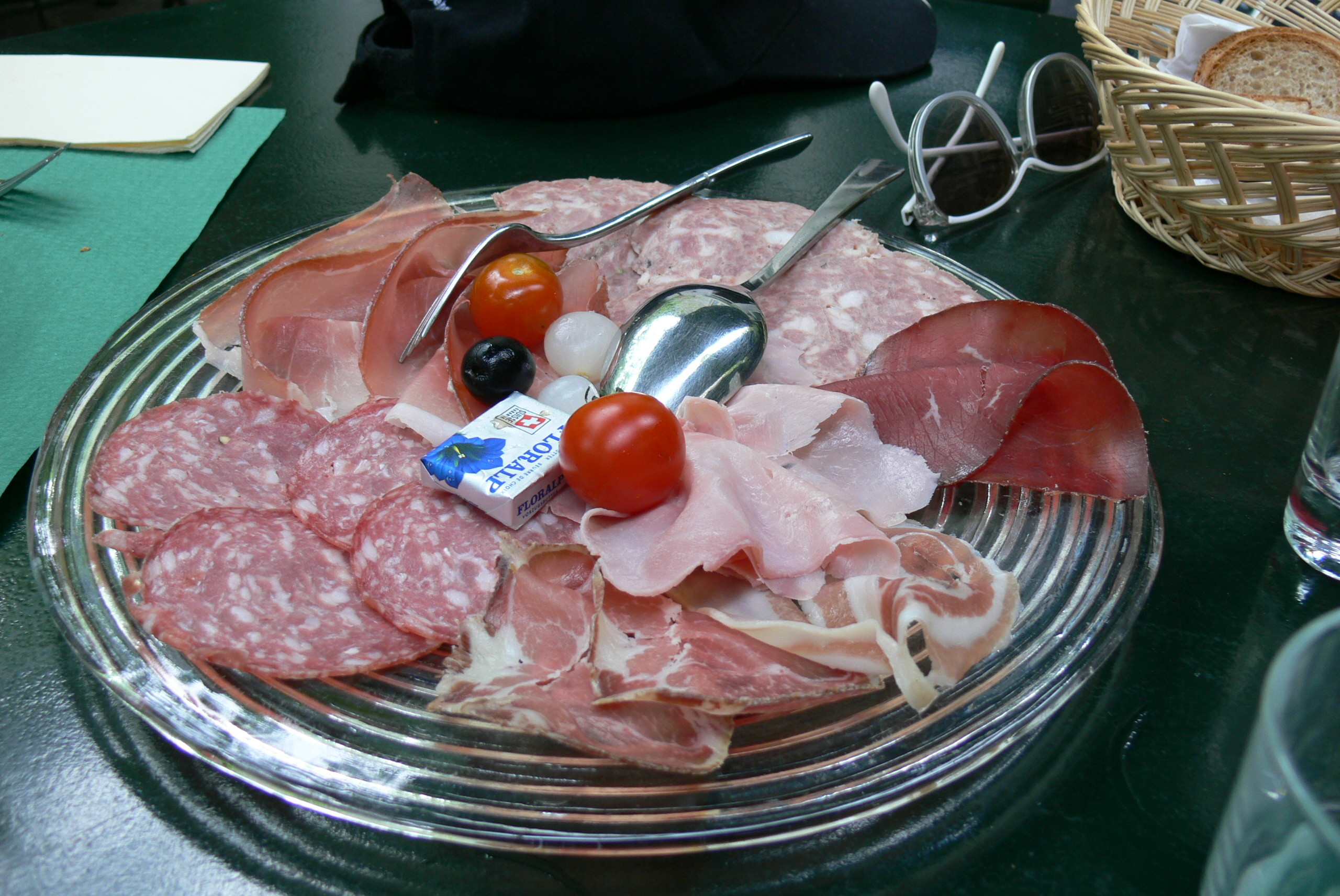
Bordei — Остерія «Aufschnitt»

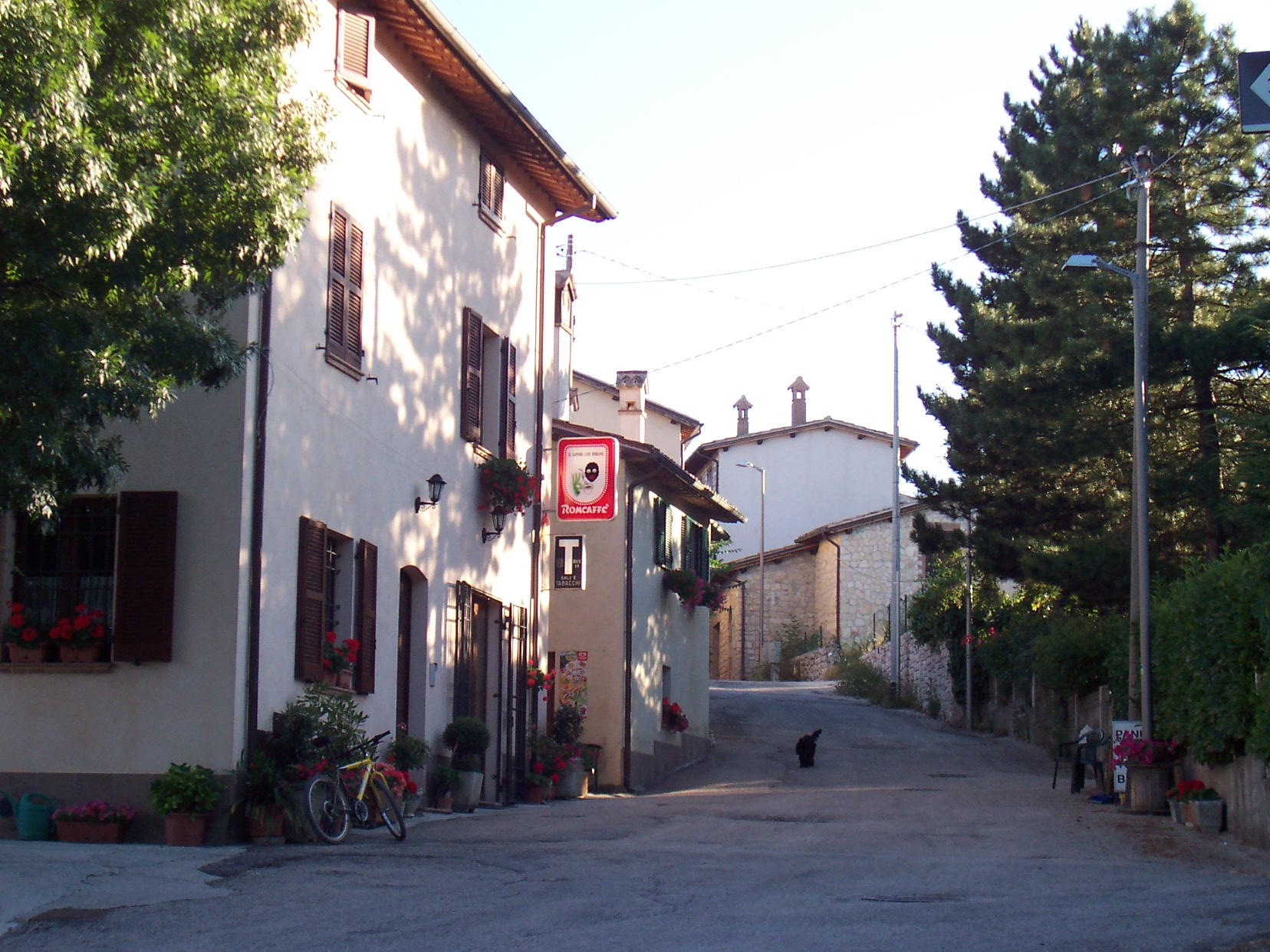
Остерія «Forcatura»

Остерія (італ. osteria [oste'ria], дос. «місце, де власник приймає (гостить) людей») — це різновид італійських закладів громадського харчування, що мають постійну клієнтуру. Це свого роду дегустаційний винний бар. Подають, в основному, вино (лише в деяких випадках — недорогі та невибагливі страви і закуски, приготовлені за місцевими рецептами).

## Етимологія та історія
Термін «остерія» походить від дав.-фр. oste («утримувач постоялого двору»), яке, у свою чергу веде походження від лат. hospitem — знахідного відмінка слова hospes («господар»). Перший запис про хостерію «Signori di Notte» стосується Венеції (XIII ст.).
Остерії розміщувалися на велелюдних площах, базарах, на перехрестях та обабіч доріг. Вони ставали місцем зустрічі і формування соціальних зв'язків. Приміщення остерії переважно були «бідними» та неохайними. Вино було базовим елементом, навколо якого оберталися всі інші: їжа, спальні номери і проституція.